# Allectus

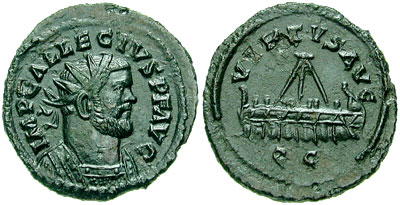
Quinarius mit dem Münzbild des Allectus

Allectus († 296) war in Britannien von 293 bis 296 Usurpator und Gegenkaiser zu den Tetrarchen Diokletian und Maximian.

## Laufbahn und Machtübernahme
Die Herkunft des Allectus ist unbekannt. Über seine Person sind in den Quellen nur wenige Angaben zu finden, nicht einmal sein vollständiger Name ist überliefert. Nähere Informationen sind nur den Berichten im Zusammenhang mit der Niederschlagung des britischen Sonderreiches durch den Cäsar des Westens, Constantius I., zu entnehmen.
Allectus hatte unter dem britannischen Gegenkaiser Carausius – möglicherweise – das Amt des Schatzmeisters (Quästor) inne. Als Carausius durch eine Offensive der römischen Reichstruppen 293 die Kontrolle über die Küstengebiete des nördlichen Gallien und den wichtigen Hafen und Flottenstützpunkt Gesoriacum/Bononia (Boulogne) verlor, ließ Allectus ihn ermorden und übernahm mit Unterstützung fränkischer Händler die Herrschaft über Britannien.

## Herrschaft
Der Umstand, dass zwischen der Rückeroberung Nordgalliens und dem militärischen Vorgehen gegen Allectus drei Jahre vergingen, führt die Forschung mit dem Verweis auf die Panegyrici, die in diesem Fall die Hauptinformationsquelle darstellen, darauf zurück, dass Constantius diese Zeit benötigte, um einerseits wieder eine neue Flotte aufzubauen und andererseits die Franken und andere feindliche Stämme vollständig von der Rheinmündung zu vertreiben. Um Britannien überhaupt erfolgreich angreifen zu können, musste zuerst die Flotte fertiggestellt werden, vor allem aber galt es, neue Mannschaften für sie zu rekrutieren und auszubilden. Nach Abschluss dieser Vorbereitungen ließ Constantius die Invasionsflotte in den Häfen und Buchten der gallischen Kanalküste zusammenziehen. Die Vorbereitungen dafür dauerten mehr als zwei Jahre und beinhalteten auch die Niederringung rebellischer Bataver an der Rheinmündung, die wohl zuerst mit Carausius und dann auch mit Allectus zusammenarbeiteten. Im Jahre 296 fühlte sich Constantius in der Lage, gegen das abtrünnige Britannien vorzugehen.

## Niederlage und Tod
Der Versuch des Allectus, sich wieder in Bononia festzusetzen, konnte von Constantius vereitelt werden. 296 war er auch nicht in der Lage, die Invasion des Constantius zu verhindern, der mit seiner Armee und Flotte einen Zangenangriff auf die Kanalküste Britanniens durchführte.
Constantius teilte seine Flotte in zwei Geschwader. Das erste lag unter seinem eigenen Kommando bei Gesoriacum, das zweite wurde von seinem Praetorianerpräfekten Asclepiodotus befehligt und versammelte sich in der Nähe der Seinemündung. Laut den Quellen stach Constantius Flottille als erste in See. Sie hatte jedoch wegen des caelo et mari turbidis, wegen rauer See, große Schwierigkeiten voranzukommen und musste wieder unverrichteter Dinge nach Gallien zurückkehren. Diese Aussage steht jedoch im Widerspruch zu dem Bericht eines anderen Panegyricus, der das Meer zum Zeitpunkt der Überfahrt des Constantius als äußerst ruhig beschreibt.
In der Zwischenzeit war auch die Flotte des Asclepiodotus mit Kurs auf Vecta, die Isle of Wight, ausgelaufen. Die zwei Flottenverbände überquerten also wahrscheinlich kurz hintereinander den Kanal. Asclepiodotus gelangte nahezu unbemerkt an die Küste Britanniens. Dank dichten Nebels schlüpfte er zwischen den Patrouillen der Classis Britannica durch und konnte entweder bei Portus Dubris (Dover), Rutupiae (Richborough) oder Portus Lemanis (Lympne) an Land gehen. Schlechtes Wetter hatte seine Landung zusätzlich begünstigt. Die Schiffe wurden auf den Strand gezogen und verbrannt, wohl um damit die Soldaten zum äußersten Kampf zu zwingen. Vielleicht wollte Asclepiodotus seine Schiffe aber auch nicht Allectus im Falle einer Niederlage als willkommene Verstärkung für seine Flotte überlassen. Danach marschierte das Expeditionsheer in Richtung Londinium.
Auf diese Nachricht hin zog Allectus alle verfügbaren Einheiten zusammen, um die Eindringlinge wieder zurückzuschlagen. Er eilte ihnen entgegen und wollte sich bei Farham zum Kampf stellen. Diese günstige Gelegenheit nutzte wiederum Constantius aus, um mit seinen Truppen ungestört an der Küste von Kent landen zu können. Wegen des aufkommenden schlechten Wetters kamen aber zahlreiche seiner Transportschiffe vom geplanten Kurs ab und liefen stattdessen in die Themsemündung ein. Ohne deren Ausrüstung und Mannschaften war Constantius gezwungen, einem direkten Kampf mit Allectus auszuweichen. Dennoch drangen seine Truppen rasch und ohne Gegenwehr immer weiter ins Landesinnere vor. Allectus, von dieser neuen Entwicklung offensichtlich vollkommen überrascht, konnte jetzt nur mehr einen kleinen Teil seiner Truppen gegen den neuen Angreifer ins Feld schicken, da der größte Teil seiner Armee schon an der Südküste aufmarschiert war, um dort Asclepiodotus entgegenzutreten.
Asclepiodotus gelang in einer Schlacht im Gebiet des heutigen Northamptonshire oder Berkshire ein überragender Sieg über Allectus, der dabei getötet wurde. Manche Archäologen nehmen allerdings an, dass die Stadt Calleva Atrebatum (Silchester) der Schauplatz dieses entscheidenden Kampfes war. Seine fränkischen Söldner flohen nach Londinium, dort angekommen, begannen sie die Stadtbewohner auszuplündern, trafen jedoch bald auf die Soldaten der Transportschiffe, die in die Themse abgetrieben wurden und nun dort an Land gegangen waren. Die Plünderer wurden niedergemetzelt.

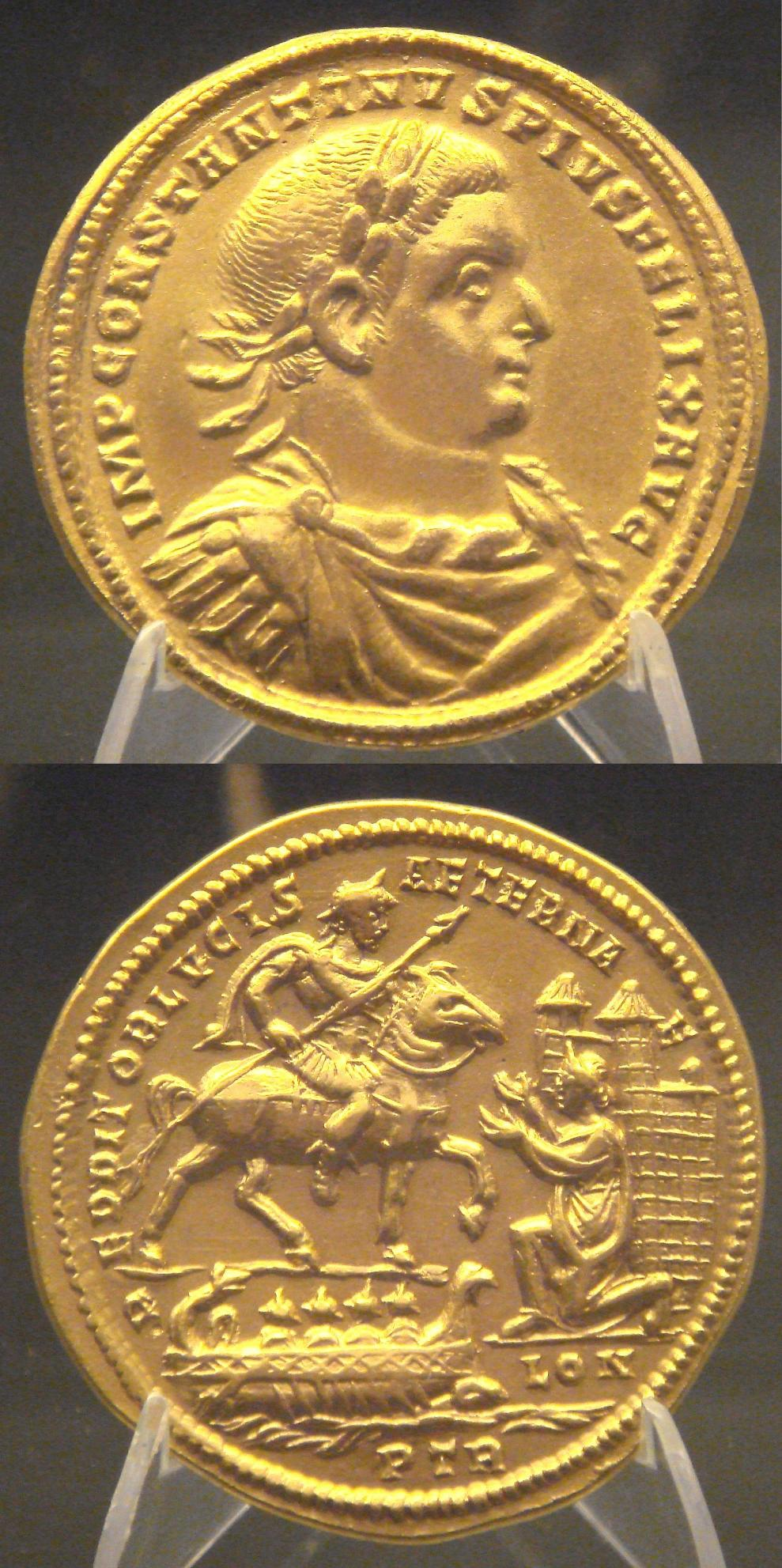
Gold-Multiplum im Wert von 9 Solidi (oben) und Rückseite eines Gold-Multiplums im Wert von 10 Aurei des Constantius I (unten), das ihn als Imperator darstellt, der die Unterwerfung der Stadt Londinium (LON) nach dem Sieg über Allectus entgegennimmt

Mit Allectus' Niederlage und Tod ging das letzte separatistische Regime des 3. Jahrhunderts unter. Asclepiodotus’ Sieg und dem Zufallserfolg in Londinium war hauptsächlich die Wiedereingliederung Britanniens zu verdanken, Constantius’ persönlicher Anteil daran war zu vernachlässigen. Es entsteht sogar der Eindruck, als hätte Constantius an den entscheidenden Kampfhandlungen gegen Allectus gar nicht teilgenommen. Dies hinderte ihn anschließend aber nicht, sich als Retter Britanniens auf zahlreichen Münzen und Medaillen feiern zu lassen. Auf einer Münze etwa reicht er als Herkules im Löwenfell einer knienden Britannia die Hand, während ihm Victoria einen Lorbeerkranz reicht. Auf einem in Trier geprägten Medaillon lässt sich Constantius als Redditor Lucis Aeternae („Wiederhersteller des ewigen Lichts“) feiern und präsentiert sich so als alleiniger Retter und Befreier Britanniens. In ähnlichen überschwänglichen Tönen preisen auch die Panegyriker seine Ankunft auf der Insel.
Schon 296 begab sich Constantius wieder nach Gallien, 306 kehrte er – mittlerweile schwer erkrankt – wieder zurück, starb aber bald darauf in Eboracum (York).
Ein Zeugnis für die Ereignisse jener Jahrzehnte bietet ein Meilenstein aus der Zeit des Carausius, der in der Nähe der Stadt Carlisle, Nordengland, gefunden wurde. Auch ein Beweis dafür, dass der Usurpator ganz Britannien unter seiner Kontrolle hatte. Er war ursprünglich mit folgendem Text beschriftet: Für den Imperator Caesar Marcus Aurelius Maus(aeus?) Carausius Pius Felix, den unbesiegten Augustus. Nachdem Carausius und Allectus beseitigt waren, drehte man den Stein einfach um, vergrub die mittlerweile überholte Inschrift im Boden und meißelte eine neue ein: Für Flavius Valerius Constantius, den vornehmsten Caesar.

## Mittelalterliche Rezeption
Geoffrey von Monmouth fügt Allectus und auch andere historische Persönlichkeiten in sein Werk Geschichte der Könige von Britannien (entstanden um ca. 1136) ein. Hier wird Allectus als Befehlshaber von drei römischen Legionen dargestellt, der den König von Britannien, Carausius, vom Thron stürzt. Dieser wird wiederum von Asclepiodotus, der hier als Herzog von Cornwall auftritt, angegriffen, besiegt und getötet. Die letzten Getreuen des Allectus werden danach in London belagert, ergeben sich aber, da ihnen freies Geleit zugesichert wird. Asclepiodotus bricht jedoch sein Versprechen, lässt die Männer hinrichten und deren abgeschlagene Köpfe in den Fluss Galobroc werfen.

## Tagespolitische Rezeption
Im Frühjahr 2019 fand ein Sondengänger in Kent auf einem Feld einen Aureus mit dem Bildnis des Allectus. In den britischen Medien wurde breit über den Aufsehen erregenden Fund berichtet. Die Daily Mail, eine der wichtigsten und aggressivsten Boulevardzeitungen Großbritanniens, die seit Jahren zu den vehementesten Brexit-Befürwortern gehört, bezeichnete den Usurpator Allectus, der Britannien vom römischen Imperium unabhängig machen wollte, in ihrer Berichterstattung als „Brexiteer seiner Zeit“, was eine Diskussion auslöste.